# Nicholas Balmyle
Nicholas Balmyle (auch Nicholas of St Andrews) († zwischen 8. Februar 1319 und 30. Januar 1320) war ein schottischer Geistlicher. Vor 1301 wurde er schottischer Kanzler, und vor 1307 wurde er Bischof von Dunblane. Seine Karriere veranschaulicht den Einfluss, den das Bistum St Andrews zu seiner Zeit auf die schottische Kirche hatte.

## Herkunft und Aufstieg als Geistlicher
Die genaue Herkunft von Nicholas Balmyle ist ungeklärt. Möglicherweise stammte er aus Perthshire. In den 1250er Jahren studierte er wahrscheinlich an der Universität Oxford. Als er 1259 erstmals erwähnt wird, wird er als Master bezeichnet. Danach ist bis zu Beginn der 1290er Jahre nur wenig von seinem Leben bekannt. Als Geistlicher stand er im Dienst des Archidiakons von St Andrews. Dazu war er Vikar von Haddington. Nach dem Tod der Thronerbin Margarete nahm er 1292 als Vertreter des Thronanwärters John Balliol am sogenannten Great Cause teil, der Versammlung, die über die Ansprüche der Anwärter auf den schottischen Thron entscheiden sollte. Nachdem Balliol im November 1292 zum schottischen König erklärt worden war, nahm Balmyle 1293 an der ersten Parlamentsversammlung teil, die der neue König abhielt. Als Pfarrer von Calder-Comitis in Edinburghshire huldigte er im August 1296 nach der schottischen Niederlage im Krieg gegen England dem englischen König Eduard I. Nachdem in Schottland die Nachricht eintraf, dass Bischof William Fraser im französischen Exil gestorben war, ernannten die führenden Geistlichen des Kathedralkapitels von St Andrews Balmyle zum Offizial und übertrugen ihm damit die Verwaltung der Diözese. Vermutlich übte er dieses Amt aus, bis 1299 der neue Bischof William Lamberton in St Andrews eintraf.

## Tätigkeit während des Schottischen Unabhängigkeitskriegs
Balmyle unterstützte offenbar den von den Guardians geführten Unabhängigkeitskrieg gegen England. Vielleicht durch den Einfluss von Bischof Lamberton, der von 1299 bis 1300 zu den Guardians gehörte, wurde Balmyle vor dem 31. Januar 1301 zum schottischen Kanzler ernannt. Während des Kriegs mit England war das Amt nach der Absetzung von John Balliol als König mehrere Jahre lang nicht besetzt gewesen. Dazu entschieden die Guardians, dass die reiche Arbroath Abbey Balmyle ein Gehalt für sein Amt zahlen sollte.  Wie Lamberton und der 1301 eingesetzte Guardian John de Soules strebte Balmyle die Rückkehr von Balliol als König an. Während seiner Amtszeit wurde von den Guardians wieder stärker betont, dass sie Balliol weiterhin als König anerkannten. Urkunden wurden wieder in Balliols Namen und nicht mehr im Namen der Guardians ausgestellt, und auf dem Siegel des Kanzlers wurde Balliols Name und Titel genannt. Die Guardians versuchten ihr Ziel vor allem durch Verhandlungen und mit Unterstützung von Papst Bonifatius VIII. und des französischen Königs zu erreichen. 1301 gehörte Balmyle einer schottischen Gesandtschaft an, die im südenglischen Canterbury mit englischen und französischen Gesandten Friedensverhandlungen führte. Möglicherweise war er an der Abfassung der Instruktionen für Baldred Bisset beteiligt, der 1301 als schottischer Gesandter zum Papst geschickt wurde. Zwei der Begleiter von Bisset waren Kleriker und standen im Dienst des Bistums St Andrews. Möglicherweise diente Balmyle bis 1305 als Kanzler der Guardians, die sich jedoch bis 1304 dem militärisch überlegenen englischen König unterwarfen.

## Bischof von Dunblane

### Wahl zum Bischof
Vermutlich noch von dem vor 1301 gestorbenen Bischof Alpin von Dunblane war Balmyle zum Kanoniker an der Kathedrale von Dunblane ernannt worden. Alpin war vor seiner Wahl zum Bischof wie Balmyle Kleriker in St Andrews gewesen. Er hatte ebenfalls als Vertreter von Balliol am Creat Cause teilgenommen und dann als Schatzmeister der Regierung von Balliol angehört. Zwischen Januar 1306 und Dezember 1307 wurde Balmyle von einer Mehrheit des Kathedralkapitels zum neuen Bischof des Bistums Dunblane gewählt. William Eaglesham, einer der Kanoniker von Dunblane, war ebenfalls Kleriker in St Andrews gewesen. Er wurde von Bischof Lamberton dazu bewegt, Balmyle zu wählen. Nach älteren, aber wahrscheinlich falschen Angaben soll Balmyle Abt von Arbroath Abbey gewesen sein. Aufgrund dieses Amtes hätte er dem Kathedralkapitel von Dunblane angehört. Da die Kirche von Schottland direkt den Päpsten unterstellt war, reiste Balmyle nach seiner Wahl zur Kurie, die sich zu dieser Zeit im südwestfranzösischen Poitiers befand. Papst Clemens V. bestätigte die Wahl von Balmyle, worauf Balmyle kurz vor dem 11. Dezember 1307 von Bischof Niccolò von Ostia in Poitiers zum Bischof geweiht wurde.

### Tätigkeit als Bischof
In Schottland hatte sich Anfang 1306 Robert Bruce zum König erhoben und damit den Kampf gegen die englische Herrschaft erneuert. Möglicherweise hatte Bruce die Wahl von Balmyle zum Bischof gefördert oder gar initiiert, da dieser zuvor ebenfalls ein Gegner der englischen Herrschaft gewesen war. Über Balmyles Tätigkeit als Bischof ist nur wenig bekannt. Er berichtete der Kurie, dass das Gebiet seiner Diözese durch den Krieg gegen England schwer gelitten hatte. Als Folge davon wurde die Steuer, die seine Diözese an die Kurie zahlen musste, von 160 (oder 100) Merks auf 60 Merks reduziert. Nach älteren Angaben war er ein enger Unterstützer von Bruce als König. Wahrscheinlich unterstützte er aber wie Bischof Lamberton diesen nur zurückhaltend. Zwar nahm er wohl 1309 an der ersten Parlamentsversammlung teil, die Bruce als König abhielt, doch er hielt sich offenbar nur selten am Königshof auf. Bis zu seinem Tod bezeugte er nur sechs königliche Urkunden. 1317 nahm er vermutlich an einem weiteren Parlament in Scone teil. Wie die meisten anderen schottischen Bischöfe erkannte er aber, dass nur Bruce die schottische Unabhängigkeit sichern konnte. 1310 und zwischen 1314 und 1316 besiegelte er mit zwei Urkunden, in denen die schottischen Bischöfe Bruce ihre Unterstützung versicherten. Der Historiker John Dowden nahm zu Beginn des 20. Jahrhunderts an, dass Balmyle bereits 1318 gestorben war, doch noch am 8. Februar 1319 bezeugte er eine Urkunde von Coupar Angus Abbey. Vermutlich starb er wenig später.